# 中島理帆
中島 理帆（なかじま りほ、1978年1月31日 - ）は、大阪府出身のアーティスティックスイミング（シンクロナイズドスイミング）選手である。1996年アトランタオリンピックシンクロチーム銅メダリスト。四天王寺国際仏教大学卒業。